# Tving
Tving is een plaats in de gemeente Karlskrona in het landschap Blekinge en de provincie Blekinge län in Zweden. De plaats heeft 477 inwoners (2005) en een oppervlakte van 103 hectare.

## Verkeer en vervoer
Bij de plaats loopt de Länsväg 122.